# Cobertura (confeitaria)

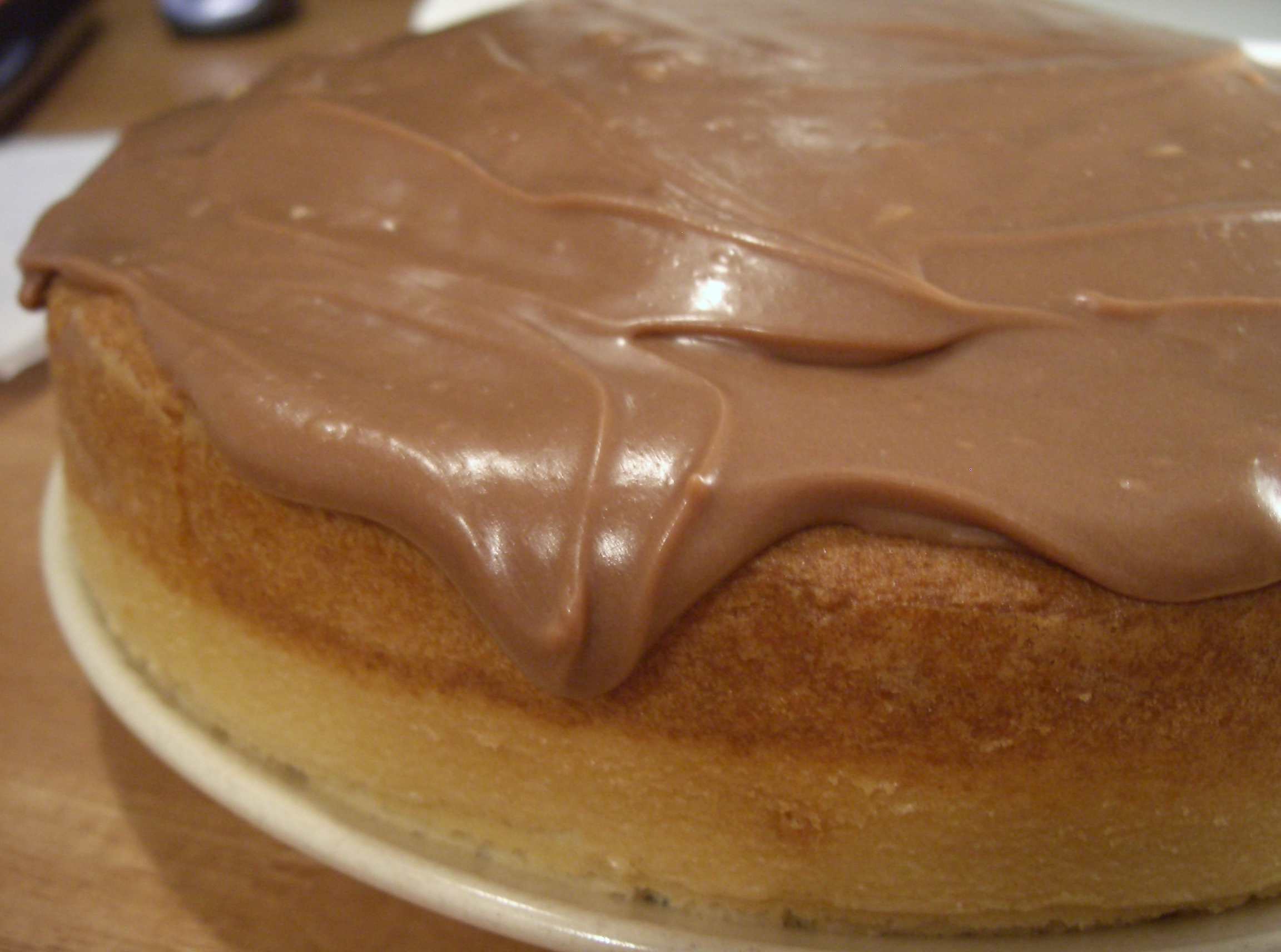
Cobertura de chocolate sendo aplicada

Cobertura, em confeitaria, é uma preparação doce, por vezes cremosa, feita de açúcar com um líquido como leite ou água, que pode receber também ingredientes como manteiga, clara de ovo ou queijo cremoso, e é utilizada para cobrir ou decorar itens de confeitaria, como bolos e biscoitos. 

A cobertura adquirir formato de flores e folhas, sendo extrudadas por um bico de confeitar. Bolos com coberturas e decorações variadas fazem parte da tradição de casamentos e aniversários. Corante pode ser adicionado aos diferentes tipos de cobertura, para que esta seja usada com chocolate granulado ou em raspas, coco ralado, fios de ovos e outros itens doces. Além disto, uma cobertura básica de glacê pode ser usada como base para uma figura impressa em papel de arroz.
A forma mais simples de cobertura é o glacê, que contém apenas açúcar, água e clara de ovo. Pode ser utilizado também, ao invés de água, suco de limão. Coberturas mais sofisticadas podem ser feitas derretendo açúcar e manteiga juntamente, usando glicerol, combinações de açúcar e queijo ou sour cream, ou usando amêndoas, na confecção do marzipã.
A cobertura pode ser aplicada com algum utensílio, tal como uma faca ou espátula, ou também esparramada sobre o bolo. O método de aplicação depende do tipo e da textura da cobertura usada. A cobertura pode também ser aplicada entre as camadas do bolo como forma de preenchimento, ou usada para cobrir total ou parcialmente a parte exterior do bolo ou qualquer outro produto assado.

## História
Cobrir bolos com açúcar granulado ou outros materiais é uma prática que data do século XVII. A cobertura era aplicado ao bolo e então endurecida no forno. Receitas de cobertura envolvendo manteiga, creme ou leite, e açúcar granulado começaram a surgir no início do século XX.